# Klaus Allofs
Klaus Allofs (Düsseldorf, 5 de dezembro de 1956) é um ex-futebolista alemão.

## Carreira
Allofs jogou 56 vezes pela seleção alemã e marcou 17 gols. Sua estréia ocorreu em 11 de Outubro de 1978 em Praga contra a Tchecoslováquia, substituindo Ronald Worm. Allofs também fez parte da equipe de 1980 que venceu o Campeonato Europeu, em que ele foi o artilheiro.
Após ocupar o cargo de gerente esportivo do Werder Bremen por 13 anos transferiu-se para o Wolfsburg com o mesmo cargo.

## Títulos
Seleção Alemã-Ocidental
- Eurocopa: 1980